# François-Marie de Renty
François-Marie de Renty, né le 17 mai 1755 et Lille et mort à Douai le 5 juin 1826 est un homme politique français.

## Biographie
François-Marie de Renty est le fils de Paul-Joseph de Renty, négociant lillois, consul et syndic de la Chambre consulaire de Lille, et de Marie-Magdeleine-Rose Tresca. Il devient tabellion royal et garde-note royal héréditaire des ville et châtellenie de Lille.
Il devient directeur des postes à Lille.
En septembre 1792, il est élu suppléant à la Convention par le département du Nord. Il est admis à siéger le 5 floréal an III, par la voie du tirage au sort. II siège à la Montagne, mais sans jamais prendre la parole. 
Le 23 vendémiaire an IV, le département du Nord l'élit député au Conseil des Anciens, par 278 voix sur 305 votants. 